# ربوة (باكستان)
ربوة (بالأردية: چناب نگر (ربوہ) ،بالإنجليزية: Rabwah، بالفارسية: ربوه، پاکستان، بالفرنسية: Rabwah)، هي مدينة بالبنجاب، باكستان على ضفاف نهر جناب.
كانت المقر الرئيسي للجماعة الأحمدية منذ 20 سبتمبر 1948 عندما انتقلت الجماعة من قاديان بالهند إلى دولة باكستان المنشأة حديثًا. اشترت الجماعة منطقة ربوة الحالية من الحكومة لإنشاء موطنها.
استمر هذا الوضع حتى 1984 وإصدار المرسوم العشرين. في 1984، تم نقل المقر الرئيسي إلى المملكة المتحدة مع ميرزا طاهر أحمد، أولاً إلى مسجد فاضل بلندن ثم في عام 2019 إلى مجمع إسلام آباد في مقاطعة سري.

## علم أصول الكلمات
الربوة هي كلمة عربية تعني "المكان المرتفع". تم الافتتاح الرسمي للمستوطنة في 20 سبتمبر 1948.
تم تسمية البلدة باسم ربوة من قبل زعيم الجماعة الأحمدية آنذاك، ميرزا بشير الدين محمود أحمد. في 14 فبراير 1999، تم تغيير الاسم إلى "جناب نقر" (بالأردية: چناب نگر).